# Палаццо Нуньес-Торлония
Палаццо Нуньес-Торлония (итал. Palazzo Núñez-Torlonia) — палаццо (дворец) в Риме, центральная Италия. Историческое владение знатной семьи Торлония. Палаццо Нуньес-Торлония следует отличать от Палаццо Торлония и Виллы Торлония, расположенных также в Риме.

## История
Дворец был построен в 1660 году по проекту архитектора Джованни Антонио Де Росси для маркиза Франсиско Нуньеса-Санчеса. В 1806 году дворец приобрёл принц Люсьен Бонапарт, младший брат Наполеона Бонапарта. Здесь же жили мать последнего, Летиция Рамолино, и его брат, принц Жером Бонапарт. В 1842 году дворец был приобретён принцем Марино Торлония, который поручил реставрацию архитектору Антонио Сарти.
Некоторое время пространство перед дворцом называлось площадью Торлония. Перед входом находится фонтан Торлония. Он состоит из древнеримского саркофага, покоящегося на львиных лапах. Над саркофагом из маскарона льётся вода и стекает в полукруглый мраморный бассейн с двумя небольшими колоннами. Фонтан встроен в архитектурный павильон с колоннами, увенчанный аркой с гербом семьи Торлония между двумя львами. Надпись под аркой сообщает, что строительство фонтана осуществлено на средства герцога Марино Торлония на территории, которая ему принадлежала.
Алессандро Торлония, 5-й принц ди Чивителла-Чези, жил во дворце с момента женитьбы на испанской инфанте Беатрис до своей смерти в 1986 году. В то время владельцами дворца были принц Алессандро Торлония и две его сестры: принцесса Донна Кристиана Торлония ди Чивителла-Чези (умерла в 1970 году) и принцесса Марина Торлония ди Чивителла-Чези (умерла в 1960 году). После смерти мужа Беатрис продала часть здания своему зятю Полю Аннику Вейлеру (отцу принцессы Сибиллы Люксембургской) и Фрэнсису Александру Шилдсу (сыну принцессы Марины Торлония ди Чивителла-Чези и отцу актрисы Брук Шилдс), который продал свою часть архитектору Ренато Бокки. Позже Поль Анник Вейлер также продал Бокки свою часть с условием, что принцесса Беатрис Торлония может оставаться во дворце до самой смерти. Беатриса Испанская умерла в этом дворце в 2002 году.